# Вольфганг Гессенський
Принц Вольфганг Моріц Гессенський (нім. Wolfgang Moritz Prinz von Hessen; 6 листопада 1896, Оффенбах-на-Майні — 12 липня 1989, Франкфурт-на-Майні) — німецький принц з Гессенського дому. Оберфюрер СА, майор вермахту.

## Біографія
Четвертий син принца Фрідріха Карла Гессен-Кассельського, короля Фінляндії (1918) і глави Гессенського дому (1925–1940), і принцеси Маргарити Прусської. Вольфганг — молодший брат-близнюк принца Філіппа Гессенського (1896–1980). Його дядьком по материнській лінії був останній німецький імператор Вільгельм II.
Навчався в головному кадетському училищі в Берліні-Ліхтерфельді. З серпня 1914 року служив в 6-му уланському полку, з листопада 1914 року — в командуванні 18-го армійського армійського корпусу, в 1917/20 роках — в штабі генерал-фельдмаршала Августа фон Макензена.
9 вересня 1918 року принц Фрідріх Карл Гессен-Кассельский був призначений королем Фінляндії, але вже 14 грудня був змушений зректися королівського трону.
Вольфганг Гессенський вважався ймовірним спадкоємцем свого батька, оголошеного королем Фінляндії. Його старший брат-близнюк Філіпп Гессенський в цей час проходив військову службу і брав участь у Першій світовій війні. Вольфганг супроводжував свого батька в 1918 році під час поїздки до Фінляндії.
Вольфганг Гессенський працював в банку в Гамбурзі і торгово-промисловій палаті у Вісбадені. У 1933 році за сприяння Германа Герінга (близьким другом якого був Філіпп Гессенський), Вольфганг отримав посаду ландрата в районі Обертаунускрайс в землі Гессен. У 1932 році Вольфганг Гессенський вступив у СА, 1 квітня 1933 року — в НСДАП (партійний квиток №1 794944).
Під час Другої світової війни повернувся в армію. В 1940/41 роках служив при оберквартирмейстері верховного командування «Норвегія», в 1941/43 роках — в Рованіємі. В 1943 році звільнений у відставку згідно Указу принців. В березні 1945 року був взятий в полон. В 1946 році звільнений.
Після звільнення проживав у замку Фрідріхсгоф в місті Кронберг. Він тривалий час був керівником сімейного Фонду Гессенського князівського дому. В останні роки життя Вольфганг Гессенський був останнім живим правнуком королеви Великої Британії Вікторії.

## Сім'я
17 вересня 1924 року одружився з принцесою Марією Александрою Баденською (1902—1944), дочкою принца Максиміліана Баденського і принцеси Марії Луїзи Ганноверської. Дітей у них не було. 29 січня 1944 року Марія Баденськая загинула під час авіаційного нальоту на Франкфурт-на-Майні. У 1948 році вдруге одружився морганатичним шлюбом з Оттілією Меллер (1903—1991), від шлюбу з якою також не мав дітей. Вольфганг Гессенський усиновив свого племінника Карла Адольфа Гессенського (1937), старшого сина свого молодшого брата Крістофа, який загинув в авіакатастрофі в 1943 році.

## Звання
- Фенріх (серпень 1914)
- Лейтенант (1 листопада 1914)
- Оберлейтенант
- Ротмістр резерву (1939)
- Майор

## Нагороди
- Почесний хрест ветерана війни з мечами
- Орден Хреста Свободи 3-го класу з мечами (Фінляндія; 1943) — нагороджений Карлом Маннергеймом.